# Mezquita Al Ahmad

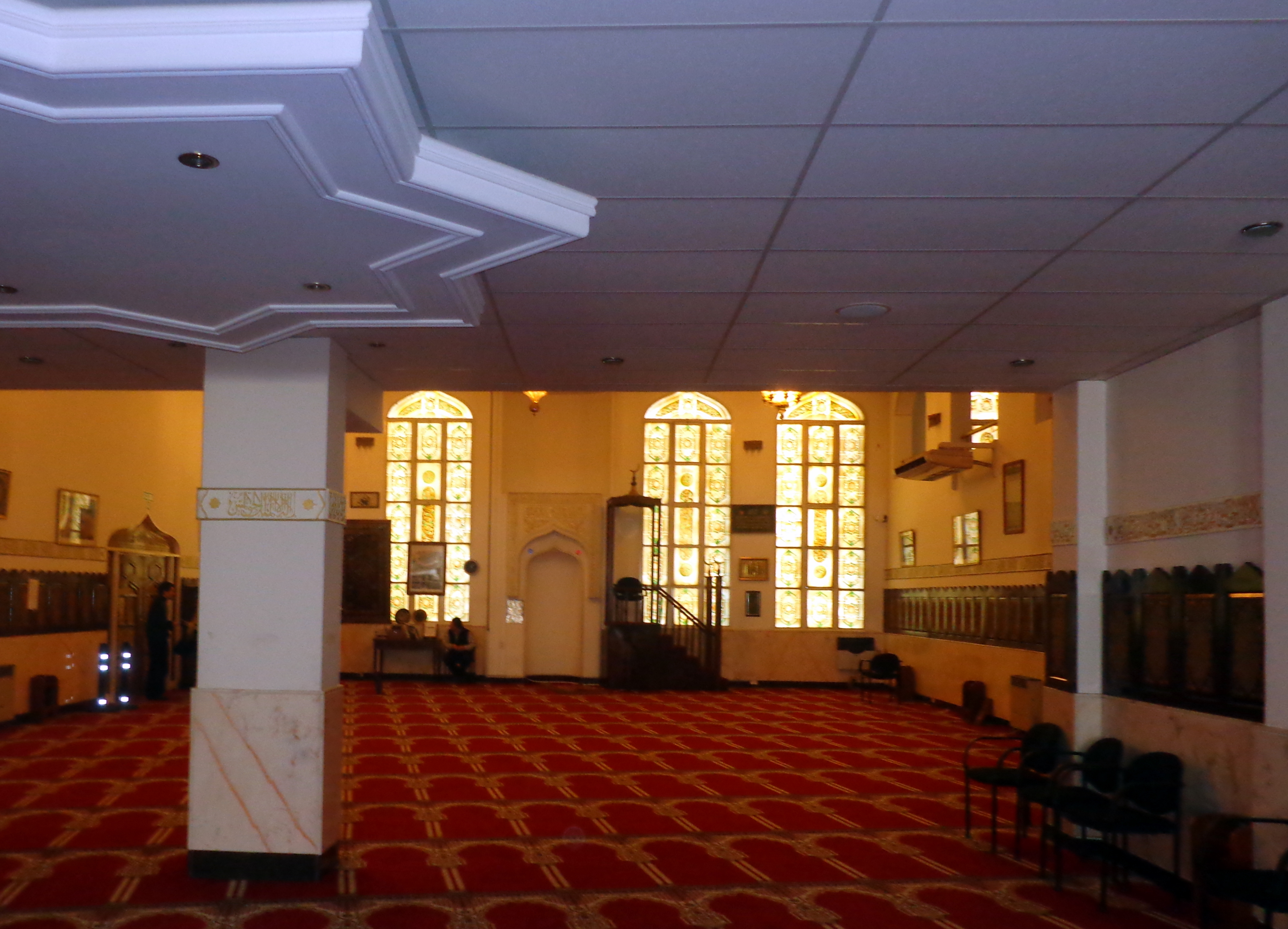
Interior.

La Mezquita Al Ahmad, inaugurada en 1985, es el primer templo de arquitectura islámica de Argentina y la segunda mezquita inaugurada en el país, después de la mezquita «At-Tauhid». 
Se encuentra en la Calle Alberti, número 1541, en el barrio de San Cristóbal, Buenos Aires, Argentina. Fue diseñado por los ingenieros Ahmed y Elia Ham. Posee artístico minarete desde donde el almuecín emite el llamado a las cinco oraciones diarias, también se destaca la cúpula acebollada sobre la sala de rezo. La mezquita la administra  el Centro Islámico de la República Argentina y su propietario es la Asociación Yabrudense, asociación fundada en el año 1932, con el aporte, esfuerzo y apoyo incondicional de los inmigrantes sirios oriundos de Yabrud.
Se realizan las siguientes actividades: Talleres y cursos artísticos, culturales y deportivos; Restaurante «Sara» de comida árabe e internacional; Gimnasio.
Esta página promueve el bienestar y el desarrollo individual y familiar de la colectividad árabe, sin distinción política, de región, ni religiosa, para asegurar la continuidad y sostener los valores de nuestros abuelos y padres que vinieron a buscar un futuro en nuestro país. Buscamos afianzar el sentido de unión de la Colectividad, fortalecer los principios básicos de democracia y pluralismo, impulsando una convivencia creativa desde las particularidades que conforman la sociedad argentina.
Trabajaremos impulsando: Paz, Cultura, Igualdad, Respeto y Solidaridad.
A la Mezquita Al Ahmad asisten un gran número de musulmanes en los días viernes al mediodía para cumplir con su oración más importante de la semana y escuchar el sermón pronunciado por el Imam.